# 모용농
모용농(慕容農, ? ~ 398년)은 중국 오호 십육국 시대 후연(後燕)의 초대 황제인 모용수(慕容垂)의 아들이다.

## 생애
369년 모용수(慕容垂)가 모용평(慕容評)의 견제를 받아 생명의 워협을 받게 되자 모용수와 함께 전연(前燕)에서 전진(前秦)으로 망명했으며, 왕맹(王猛)이 사망한 이후인 377년 전진의 국력이 쇠퇴하자 모용수에게 전연의 재건을 권했으나 받아들여지지 않았다. 이후 383년 전진이 비수 대전에서 패배하자 재차 모용수에게 전연을 재건해야 한다고 조언했으며, 모용수는 이를 받아들여 전진으로부터 독립해 후연(後燕)을 건립하였다. 그 뒤 384년 모용해(慕容楷)와 함께 황하 북부에 주둔했으며, 전진의 석월(石越)을 격파하였다.
이후 전진의 잔당을 소탕하는 데 공을 세웠으며, 386년 유주(幽州)와 평주(平州)를 평정한 뒤 여암(餘巖)을 토벌하였고 고구려(高句麗)로부터 일부 영토를 회복하는 데 공헌해 유주와 평주의 총독(總督)으로 임명되어 용성(龍城)에 주둔하였다. 그 뒤 요서왕(遼西王)에 봉해졌으며, 389년 모용륭(慕容隆)에게 용성(龍城)의 수비를 인계하고 중산(中山)으로 이동하였다. 그 뒤 392년 적위(翟魏)를 멸망시키고 서연(西燕)을 침공해 후연의 영토 확장에 기여했으며, 394년 청주(靑州) 벽려혼(辟閭渾) 공격에 앞장섰다. 이후 모용수의 명으로 중산으로 복귀했으며, 성애황후(成哀皇后) 단씨(段氏)는 모용농과 모용륭 중 한 명을 황태자(皇太子)로 세울 것을 요청했으나 모용보(慕容寶)를 마음에 두고 있던 모용수는 이를 거절하였다. 그 뒤 396년 모용보와 함께 국경에서 북위(北魏)의 침공에 맞섰으나, 함께 파견된 모용린(慕容麟)의 자만으로 인해 참합파(參合陂)에서 북위에 대패했으며, 군사를 재정비한 뒤 모용릉과 함께 북위를 공격해 승리를 거두었으나 모용수는 병으로 사망하였다.
모용수의 사후 모용보가 제위에 오르자 후계의 일과 관련해 성애황후를 사사(賜死)했으나, 모용농과 모용륭은 계속 신뢰하였다. 이후 병주(幷州)의 수비를 담당하였으나 민심을 잃게 되었고, 병주의 주민들은 북위의 탁발규(拓跋珪)에게 병주를 점령해줄 것을 요청해 결국 396년 모용농은 진양(晋陽)에서 탁발규의 군사에 패배하였다. 그 뒤 탁발규가 중산으로 공격해오자 모용린이 수비에 나섰으나, 모용린은 방어에 치중하며 북위와 싸우지 않았고 이로 인해 모용농과 모용륭은 불만을 표출하였다. 이후 397년 모용린이 반란을 꾀했으나 실패하여 태행산(太行山)으로 도주하자 모용보는 중산을 버리고 피신하기로 하였고, 이에 모용농과 모용륭은 중산을 사수할 것을 종용했으나 결국 받아들여지지 않아 모용회(慕容會)의 군사와 합류하게 되었다. 그 뒤 모용농과 함께 자신이 아닌 모용책(慕容策)이 황태자가 된 것에 대해 분노한 모용회를 훈계하였으나, 모용회는 이에 격노하여 모용농과 모용륭을 암살하고자 자객을 보내어 모용륭은 살해되었다. 하지만 모용농은 가까스로 살아남아 모용보에게로 도망쳐 보호를 받았으며, 이로 인해 모용회는 반역을 꾀했다가 모용보와의 결전에서 패배한 뒤 모용상(慕容詳)에게 살해당했다.
이후 용성에 주둔하며 재상(宰相)으로 임명되었으며, 모용성(慕容盛)과 함께 유용한 조언들을 제시해주었으나 모용보는 이를 무시하고 398년 빼앗긴 영토를 되찾기 위해 군사를 남진시켰다. 하지만 모용보가 용성을 떠난 이후 단속골(段速骨)이 반란을 일으켰으며, 단속골은 난한(蘭汗)의 협력을 받으며 모용륭의 아들 모용숭(慕容崇)을 옹립하여 용성을 장악하였다. 그 뒤 모용농은 단속골에게 항복을 선언했으며, 아교라(阿交羅)는 단속골에게 모용숭 대신 모용농을 받들어야 한다고 조언했으나 이를 들은 모용숭의 심복 종양(鬷讓)은 아교라와 모용농을 살해하였다. 사후 시호는 환열(桓烈)로 하였다.